# Andy Singer
Andy Singer é um desenhista norte-americano nascido em 1965. Ele vive e trabalha como freelancer na cidade de  Saint Paul, estado de Minnesota (Estados Unidos).

## Biografia
Seus desenhos, cujo estilo é amplamente inspirado no desenhista norte-americano Robert Crumb, aparecem em muitos jornais e revistas: The Funny Times, The Bay Monthly, Hopedance, Athens News, Rocky Mountain Chronicle, Random Lengths, Seven Days, Salt Lake City Weekly e The Eugene Weekly.
Na França, a editora Berg International publicou em 2006 uma coleção de seus quadrinhos intitulada "Ils m'énervent (mais je garde mon calme)" - traduzido em português: "Eles me irritam (mas mantenho a calma)". Você também pode ver seus desenhos no jornal mensal La Décroissance e no jornal Les Allumés du Jazz.
Em seu trabalho, principalmente em preto e branco, ele critica o mundo tecnológico e industrial moderno e seus desvios: poluição, transporte rodoviário ou mesmo o poder das empresas transnacionais. Ele geralmente encena personagens em situações absurdas.

## Trabalhos notórios
- D-Day (1998)
- Invading New Markets (1998)
- CARtoons (1 de dezembro de 2001)
- Andy Singer, no exit (31 de outubro de 2004)
- Ils m'énervent (mais je garde mon calme) (23 de outubro 2006)
- CARtoons – Atropelando a ditadura do automóvel (30 de dezembro de 2017)
- A corporate revolution (10 de junho de 2015)